# 英语角
英語角（英語：English corner）是中國大陸自改革開放以來自發形成的定期英語學習聚會，大抵在週末舉行。
英語角的建立受惠於1970年代末興起的英語學習熱。1978年，上海人民廣場由民眾自發興起的英語角，乃中國大陸最早的英語角。此後，英語角在1980年代在全國各地陸續興起；1984年冬天，北京市外文書店聯合外交學院一同在書店內設置口語練習空間，是乃北京市最早的英語角。
到21世紀後，英語角相關的活動逐步沒落。部分空間被相親活動所取代。